# Mi familia en la mochila
Mi familia en la mochila - Family Run es un programa de televisión de España que se emite en la cadena pública La 2 de TVE desde 2015.

## Sinopsis
El formato responde al género de documental de viajes, con la particularidad de que en esta ocasión los viajeros son una familia, integrada por la pareja Sonia Sereno y Antonio Cuadrado y sus hijos pequeños Candela y Mateo. Antes de estrenarse en televisión realizaron su propia serie web, a través del canal Makuteros, con un viaje de seis meses de China a Australia.

## Listado de episodios

### Temporada 1: Ruta del Cóndor (2015)
| Episodio | País                                 | Título                               |
| -------- | ------------------------------------ | ------------------------------------ |
| 01       | Bandera de Ecuador                   | Quito-Otavalo                        |
| 02       | Bandera de Ecuador                   | Mompiche-Pintag                      |
| 03       | Bandera de Ecuador                   | Selva de Yasuní-Baños de Agua Santa  |
| 04       | Bandera de Ecuador · Bandera de Perú | Quito-Mancora-Trujillo               |
| 05       | Bandera de Perú                      | Lima-Nazca-Cuzco                     |
| 06       | Bandera de Perú                      | Valle Sagrado-Machu Picchu           |
| 07       | Bandera de Perú                      | Choquequirao-Cuzco                   |
| 08       | Bandera de Perú                      | Arequipa-Valle del Colca             |
| 09       | Bandera de Perú · Bandera de Bolivia | Puno-Lago Titicaca-Los Uros-Amantani |
| 10       | Bandera de Bolivia                   | La Paz-Rurrenabaque                  |
| 11       | Bandera de Bolivia                   | Villa Tunari-Toro Toro               |
| 12       | Bandera de Bolivia                   | Sucre-Potosí-Salar de Uyuni          |

### Temporada 2: Ruta del Dragón (2015-2016)
| Episodio | País                                                             | Título                                    |
| -------- | ---------------------------------------------------------------- | ----------------------------------------- |
| 13       | Bandera de la República Popular China                            | Del Madrid a Shanghai                     |
| 14       | Bandera de la República Popular China                            | Shanghai-Huangshan-Xidi                   |
| 15       | Bandera de la República Popular China                            | Xidi-Tunxi-Hangzhou-Xitang                |
| 16       | Bandera de la República Popular China                            | Xitang-Luxu-Tongli-Suzhou-Qingdao         |
| 17       | Bandera de la República Popular China · Bandera de Corea del Sur | De Qingdao a Seúl                         |
| 18       | Bandera de Corea del Sur                                         | Seúl-Suwon-Yongin                         |
| 19       | Bandera de Corea del Sur                                         | Chucheon-Isla Nami-Gapyeong-Gusan-Daejeon |
| 20       | Bandera de Corea del Sur                                         | Daejeon-Gwangju-Hanok-Busan               |
| 21       | Bandera de Corea del Sur · Bandera de Japón                      | Busan-Fukuoka-Hiroshima-Koyasan           |
| 22       | Bandera de Japón                                                 | Koyasan-Kyoto                             |
| 23       | Bandera de Japón                                                 | Kyoto-Nara-Nagoya-Yudakata                |
| 24       | Bandera de Japón                                                 | Yudakata-Tokio                            |

### Temporada 3: Ruta del Cowboy (2016-2017)
| Episodio | País                                                         | Título                                 |
| -------- | ------------------------------------------------------------ | -------------------------------------- |
| 25       | Bandera de Estados Unidos · Bandera del Estado de Nueva York | Nueva York                             |
| 26       | Bandera de Estados Unidos · Bandera del Estado de Nueva York | Desayuno en Tiffany's                  |
| 27       | Bandera de Estados Unidos · Bandera de Illinois              | Chicago: Superhéroes y rascacielos     |
| 28       | Bandera de Estados Unidos · Bandera de Illinois              | Ruta 66: Comienza la aventura          |
| 29       | Bandera de Estados Unidos · Bandera de Texas                 | El chuletón gigante                    |
| 30       | Bandera de Estados Unidos · Bandera de Nuevo México          | Perdidos en las dunas blancas          |
| 31       | Bandera de Estados Unidos · Bandera de Utah                  | Las águilas vuelan de nuevo            |
| 32       | Bandera de Estados Unidos                                    | Reto conseguido: Santa Mónica          |
| 33       | Bandera de Estados Unidos                                    | Somos estrellas de Hollywood           |
| 34       | Bandera de Estados Unidos                                    | El síndrome de Mystery Spot            |
| 35       | Bandera de Estados Unidos · Bandera de Nevada                | Perderse por Las Vegas                 |
| 36       | Bandera de Estados Unidos                                    | Los misterios de la cárcel de Alcatraz |

### Temporada 4: África para aventureros (2020)
| Episodio | País                                                          | Título                                        |
| -------- | ------------------------------------------------------------- | --------------------------------------------- |
| 37       | Bandera de Sudáfrica · Bandera de Suazilandia                 | Del Parque Kruger a Suazilandia y Santa Lucía |
| 38       | Bandera de Sudáfrica                                          | Ruta Jardín                                   |
| 39       | Bandera de Sudáfrica                                          | De Gansbaai a Hout Bay                        |
| 40       | Bandera de Sudáfrica                                          | De Hout Bay a Ciudad del Cabo                 |
| 41       | Bandera de Sudáfrica · Bandera de Namibia                     | De Ciudad del Cabo a Namibia                  |
| 42       | Bandera de Namibia                                            | Del Parque Etosha a Cheetah Conservation Fund |
| 43       | Bandera de Namibia · Bandera de Botsuana                      | Del Kalahari al Delta del Okavango            |
| 44       | Bandera de Botsuana                                           | De Botsuana a la Franja de Caprivi            |
| 45       | Bandera de Zimbabue · Bandera de Zambia · Bandera de Tanzania | De las Cataratas Victoria a Stone Town        |
| 46       | Bandera de Tanzania                                           | Del Tanzania                                  |
| 47       | Bandera de Tanzania                                           | De Zanzíbar al Valle de Mangola               |
| 48       | Bandera de Tanzania                                           | Del Valle de Mangola a Moshi                  |

### Temporada 5: Ruta España (2022)
| Episodio | País                                                                       | Título                                         |
| -------- | -------------------------------------------------------------------------- | ---------------------------------------------- |
| 49       | Bandera de España · Bandera de Asturias                                    | ¡Puxa Asturias                                 |
| 50       | Bandera de España · Bandera del País Vasco                                 | Descubriendo el País Vasco                     |
| 51       | Bandera de España · Bandera de Aragón                                      | Caminado entre dinosaurios: Teruel             |
| 52       | Bandera de España · Bandera de Aragón                                      | Aventura por los Monegros y Huesca             |
| 53       | Bandera de España · Bandera de Aragón · Bandera de la Comunidad Valenciana | Aventura por Aragón, Delta del Ebro y Valencia |
| 54       | Bandera de España · Bandera de la Comunidad Valenciana                     | De Valencia al cielo                           |
| 55       | Bandera de España · Bandera de las Islas Baleares                          | Aprendiendo a pesca en las Islas Baleares      |
| 56       | Bandera de España · Bandera de Andalucía                                   | De la tierra en Almería al cielo en Granada    |
| 57       | Bandera de España · Bandera de Andalucía                                   | Visitamos la Granada oculta                    |
| 58       | Bandera de España · Bandera de Andalucía                                   | Cádiz mágica y salvaje                         |
| 35       | Bandera de España · Bandera de Andalucía                                   | Aventuras entre delfines y nubes en Cádiz      |
| 59       | Bandera de España · Bandera de Canarias                                    | La Palma y Lanzarote, paisajes de otro mundo   |
| 60       | Bandera de España · Bandera de Canarias                                    | Desde lo más alto del Teide                    |